# OCTOPATH TRAVELER II
『OCTOPATH TRAVELER II』（オクトパストラベラーツー）は、スクウェア・エニックスより発売されたゲームソフト。
Nintendo Switch・PlayStation 5・PlayStation 4・Windows（Steam）のマルチプラットフォームでSwitch/PS5/PS4版は2023年2月24日発売（Steam版は翌25日配信開始）。また、東京ゲームショウ2023「Xbox Digital Broadcast」にてXbox One・Xbox Series X/S・Windows（Microsoft Store）版が2024年内に発売することを発表、2024年6月6日に発売された。

## 概要
2018年に発売された『OCTOPATH TRAVELER』の続編。世界観は前作より一新され、新たな8人の主人公による物語が展開される。
ゲームシステム面においても昼夜の概念の導入や主人公同士によるシナリオ「クロスストーリー」といった新要素が追加されている。
前作と同様にHD-2Dによるグラフィックを採用し、演出面では新たにカメラワークの変化などが加わっている。

## ゲームシステム
本作からの新システムを中心に記述。
昼夜の概念
フィールドに昼と夜の概念が存在し、それぞれ使用するフィールドコマンドが変化する。時間帯はワンボタンによる任意での切り替えが可能。
底力
バトル用の新システム。専用ゲージが満たされることでキャラクターごとの固有アクションを使用可能。ゲージは被ダメージやブレイクにより貯まっていく。
クロスストーリー
2人の主人公による物語を展開する新シナリオシステム。4つのクロスストーリーはそれぞれ前後編の2章構成で、関係する主人公のシナリオ進行で解放される。
フィールド移動の変更点
新たな移動手段として「カヌー」「大型船」が追加。フィールドでは特定の桟橋からカヌーで水上を移動できる他、パルテティオのサイドシナリオで自前の船を購入すると海上を船で移動できるようになる。
EXアビリティ
ジョブアビリティや固有アクション、底力などとは別に各主人公ごとに2つ専用のアビリティが用意されており、各主人公のストーリー進行や、各地の祠訪問で解放することができる。

## 物語
前作ではどの主人公のシナリオも4章ずつの構成だったが、本作は主人公によってシナリオの章数が異なる。また分岐式シナリオも採用され、順不同ですべて完了することで次の章へ進めるようになる。また、前作では各主人公の開始町で他の主人公のシナリオは発生しなかったが、本作では後の章で開始町に戻ったり、ある主人公の開始町で他の主人公のシナリオやクロスストーリーが発生したりする。
各主人公のシナリオをすべて完了するとすべてのクロスストーリーが完了できるようになっており、クロスストーリーをすべて完了することで、8人すべての主人公が集結する最終シナリオ「明日への旅路」が解放される。

## ジョブ
前作同様、キャラクターの外見はバトルジョブによって変化する。

### 基本ジョブ
各主人公のベースジョブでもある、基本のジョブ。バトルジョブに設定するための「ライセンス」は各地のギルドから与えられ、条件を満たすと2枚目以降も入手可能(ジョブごとに最大4枚)。
剣士
使用武器 - 剣、槍
剣や槍による攻撃アビリティを習得できる。
踊子
使用武器 - 短剣
「舞」による味方補助が得意。
商人
使用武器 - 槍、弓
「集金」「傭兵呼び」などの特有の行動が得意。
学者
使用武器 - 杖
属性攻撃を得意とする。
盗賊
使用武器 - 剣、短剣　短剣
攻撃や「盗む」などでアイテムを盗んだり、敵の弱化を行う。
神官
使用武器 - 杖
光属性の攻撃や味方への回復が得意。
狩人
使用武器 -斧、弓
弓による攻撃アビリティを習得できる。また「ねんちゃく糸」など戦闘を有利にする技も覚える。
薬師
使用武器 -斧
回復や復活、状態異常無効化などで味方をサポートする。また斧による攻撃アビリティを覚える。

### 伝承ジョブ
バトルジョブ専用のジョブで「伝承の証」を貰うと獲得できる。伝承の証は1枚のみ。
発明家
使用武器 -剣、斧
発明品を用いた補助が得意。
ウェポンマスター
使用武器 - 剣、槍、短剣、斧、弓、杖
「神器」を用いた強力な物理攻撃を得意とする。
魔導師
使用武器 - 短剣、杖
光・闇属性の攻撃魔法と、ステータス効果を操作するアビリティを使う。
祈祷師
使用武器 -弓、杖
属性追撃付与などの特殊な補助効果をかけるサポート役。

## 登場キャラクター

### メインキャラクター
本作の主人公となる8人の冒険者。前作同様、各主人公の名前の頭文字はゲームタイトルの「OCTOPATH」から取られている。
ヒカリ・ク (Hikari)
声 - 松田洋治
ベースジョブ - 剣士 / 年齢 - 21歳
固有アクション - 覚えた技(フィールドコマンドの試合で覚えた技を戦闘で使用できる)
フィールドコマンド - 昼・試合(住民に試合を申し込んで戦い、気絶させると共に技を覚える。正道)/夜・買収(リーフを払って、住民から情報を聞き出す)
底力 - 陰の力(内なる力を解放し、専用の強力なアビリティを使う)
ヒノエウマ地方・ク国の第2王子。周辺国との戦争が絶えない現状を憂えている。民思いで心優しく、身分を顧みない。
祖国が兄・ムゲンの反乱で乗っ取られたため、ムゲンを倒すべく、かつての戦友を探してリューの宿場から旅立つ。

アグネア・ブリスターニ (Agnea Bristarni)
声 - 水瀬いのり
ベースジョブ - 踊子 / 年齢 - 18歳
固有アクション - セッション(戦闘で「舞」系のアビリティを使うと、連れている住民に応じて追加効果が発動する)
フィールドコマンド - 昼・誘惑(住民を誘惑して連れ歩く。邪道)/夜・おねだり(住民の持ち物をねだって入手する)
底力 - みんな一緒に(単体対象のアビリティの効果が全体化される。自分のみ対象のアビリティ及び奥義を除く)
リーフランド地方の田舎町クロップデールの小さな酒場で踊子をしている少女。明るく前向きな性格。
大スターだった亡き母に憧れており、大スターになるため旅立つ。

パルテティオ・イエローウィル (Partitio Yellowil)
声 - 中井和哉
ベースジョブ - 商人 / 年齢 - 24歳
固有アクション - 一緒に商売(連れている住民に応じて、フィールドコマンドによる持ち物の購入や「傭兵よび」の費用が下がる)
フィールドコマンド - 昼・買い取る(持ち物をリーフで購入する。正道)/夜・雇う(報酬を払って、住民を連れ歩く)
底力 - 気合(BPを最大値まで回復する)
ワイルドランド地方・オアーズラッシュの開拓民。父パップから商売技術を叩き込まれている。気前が良く勇敢な性格。
過去に銀鉱山の権利を騙し取られて苦労した経験から、世界中の貧しい人々を救うためのビジネスの匂いを求め旅立つ。

オズバルド・V・ヴァンシュタイン (Osvald Von Vanstein)
声 - 中田譲治
ベースジョブ - 学者 / 年齢 - 38歳
固有アクション - 予習(戦闘開始時に敵の弱点を1つ暴く)
フィールドコマンド - 昼・探る(住民を探って情報を得る。邪道)/夜・強奪(住民と戦って、勝つと持ち物を奪える)
底力 - 魔法収束化(魔法の攻撃範囲を敵1体に変更し、威力を増加させる)
ウィンターランド地方沖のフリジット監獄島に収監されている魔法学者。魔法の第七の根源を研究している。寡黙かつ口下手で、理論的思考の人物。
妻リタと娘エレナを殺した無実の罪をかけたハーヴェイへの復讐を決意し、監獄島を脱獄。コールドケープに漂着後、旅立つ。

ソローネ・アングイス (Throné Anguis)
声 - 田中理恵
ベースジョブ - 盗賊 / 年齢 - 23歳
固有アクション - 闇夜の加護(夜に戦闘開始時、味方全体の能力値を上げる)
フィールドコマンド - 昼・盗む(住民の持ち物を盗む。邪道)/夜・闇討ち(住民を闇討ちして気絶させる)
底力 - 残影(1ターンに2回行動する)
ブライトランド地方・ニューデルスタを根城とする「黒蛇盗賊団」に属する女盗賊。クールな性格だが動物好きの一面も。
組織に縛られた現状から脱却するため黒蛇盗賊団を離脱することを決意、首輪を外すため鍵を持つ「マザー」と「ファーザー」を殺すべく旅立つ。

テメノス・ミストラル (Temenos Mistral)
声 - 石田彰
ベースジョブ - 神官 / 年齢 - 30歳
固有アクション - 月光の審判(夜に戦闘開始時、敵全体の能力値を下げる)
フィールドコマンド - 昼・導く(住民を連れ歩く。正道)/夜・暴く(住民と戦い、ブレイクさせると情報を得られる)
底力 - 断罪(武器・属性によらず敵のシールドを削る効果を付与)
クレストランド地方・フレイムチャーチの大聖堂に勤める、聖火教会の異端審問官。飄々としていて、つかみどころのない性格。
聖火教会内で起こった事件の謎を解くため、手掛かりを求め旅立つ。
オーシュット (Ochette)
声 - 平野綾
ベースジョブ - 狩人 / 年齢 - 20歳
固有アクション - ほかく(魔物を捕獲して、ストックしておくことができる。ストックした魔物は戦闘中にけしかけることができる)/かこう(ストックした魔物をアイテムに加工する)
フィールドコマンド - 昼・けしかける(魔物をけしかけて戦い、気絶させる。邪道)/夜・てなずける(アイテムを渡して、住民を連れ歩く)
底力 - 獣の力(野生の力を解き放ち、専用の強力なアビリティを使う)
トト・ハハ島のケノモの村で暮らす獣人。冒頭でラージャッカル/マラマフクロウから選択した方の魔物を相棒として連れ歩いている。呑気な性格で食いしん坊なところがあるが、根は心優しい。
「緋月の夜」と呼ばれる400年に一度の災厄が迫っていることを知り、ソリスティア各地にいる伝説の魔物を連れてくるため旅立つ。

キャスティ・フローレンツ (Castti Florenz)
声 - 根谷美智子
ベースジョブ - 薬師 / 年齢 - 29歳
固有アクション - 調合(素材アイテムを組み合わせて、素材に応じた効果を発生させる)
フィールドコマンド - 昼・聞き出す(住人から情報を入手する。正道)/夜・眠らせる(アイテムを与えて、住民を眠らせる)
底力 - 節約(調合コマンド)
漂流していたところをハーバーランド・カナルブライン行きの船に助けられた記憶喪失の女性。優れた調合技術を持ち、使命感が強い。
カナルブラインでの疫病の原因を解明・解決した後、マレーヤの導きの元、記憶の手掛かりを求め旅立つ。

### サブキャラクター

#### ヒカリ編
将軍 ムゲン・ク
声 - 小山剛志
「紅き鎧」の異名を持つク国の王子。ヒカリの異母兄弟の兄。物語序盤で国を乗っ取り国王となる。
剣士 リツ・ミシュヨ
声 - 林勇
下民出身の若き剣士。ヒカリとは技を競い合ったライバル。
領主 ライ・メイ
声 - 園崎未恵
ク国の属国であるメイ国の領主。「疾風迅雷の剛槍」と評される槍の名手であるヒカリの戦友。
軍師 カザン
声 - 杉田智和
「ク国の鷹」の異名を持つク国の軍師。その采配によりク国を常勝に導いてきた。
百の屍 パンデラム
地下闘技場の闘士。

#### アグネア編
パーラ・ブリスターニ
声 - 高柳知葉
アグネアの妹。姉の夢を応援している。
ガルド・ブリスターニ
アグネアの父。
クアニー・ブリスターニ
アグネアの母で故人。
ドルシネア・ルーセル
声 - 新井里美
世界一の踊子として名を馳せるスーパースター。アグネアが憧れる存在。
用心棒 ベロニカ
ドルネシアの用心棒。
支配人 ラ・マーニ
ニューデルスタ大劇場の支配人。

#### パルテティオ編
銀商人 パップ
声 - 中村大樹
パルテティオの父で銀商人。オアーズラッシュの開拓に携わっていた。
商人 ロック
声 - 土師孝也
パップの相棒。ある時を境にパップとは別れている。
新聞記者 オリ
声 - ファイルーズあい
新聞社・デルスタタイムスの記者。

#### オズバルド編
ハーヴェイ教授
声 - 子安武人
オズバルドと比肩する魔法学者。オズバルドの復讐対象。
囚人 エメラルド
声 - 竹内栄治
監獄島の囚人。情報屋としてオズバルドの脱獄に協力する。
レディ・クラリッサ
声 - 沢海陽子
オズバルドの助手。オズバルドの無実を信じる。
リタ
オズバルドの妻で故人。
エレナ
オズバルドの娘。

#### ソローネ編
ファーザー
声 - 堀内賢雄
ソローネが属する「黒蛇盗賊団」の頭目のひとり。盗賊団の仕事を仕切る組織の「父」。
一流の殺し屋でありソローネに暗殺と盗みの技術を教え込んだ。
マザー
声 - 片岡富枝
「黒蛇盗賊団」のもうひとりの頭目。盗賊団の人員管理を担う組織の「母」。
ピルロ
声 - 茂木たかまさ
盗賊団のメンバー。
スキラッチ
声 - 新井良平
盗賊団のメンバー。
クロード

#### テメノス編
教皇 イェルク
声 - 石黒史剛
聖火教会の最高位聖職者。
聖堂騎士 クリック
声 - 榎木淳弥
「神の剣」とも称される聖堂騎士のひとり。
神官 ミント
テメノスを見守る心優しい女性神官。
副長 クバリー

聖堂機関長 カルディナ

#### オーシュット編
島の主 ジュバ
声 - 間宮康弘。
トト・ハハ島の獣人たちの主で、オーシュットの師匠。
アカラ
声 - 杉崎亮
オーシュットの相棒として旅に同行する魔物・ラージャッカル。マヒナとは2択となる。
マヒナ
声 - 三宅麻理恵
オーシュットの相棒として旅に同行する魔物・マラマフクロウ。アカラとは2択となる。
守護者 カタルアクタ

守護者 テラ

守護者 グラチェス

#### キャスティ編
薬師 マレーヤ
声 - 豊口めぐみ
キャスティの協力者となる旅の薬師。
領主 ローサ

領主の娘 メリア

兵士長 グリフ

移民の長 エドマンド

薬師 トルーソー

#### 明日への旅路
邪神ヴィーデ

## 作中設定・用語
ソリスティア
本作品の舞台。前作のオルステラ大陸と比較して蒸気機関が存在するなど文明が進んでおり、また獣人などの亜人種も存在している。

## 舞台
ソリスティアは分かつ大海と、気候風土の異なる8つの地域に分かれている。

### ヒノエウマ地方
西大陸南部に広がる砂漠地方。南北に河川があり半乾燥地帯のため、麦やトウモロコシが採れる。祈祷師の主神として知られる祭司帝ヒノエカグラの伝承が残る地としても有名で、ヒノエウマという地名の由来とされている。古来より、わずかな水や資源を狙って多くの紛争が起こり、滅んだ国も数知れない。
ク国
ヒカリの出身国。
リューの宿場
砂漠北東の宿場町。祖国を追われたヒカリはここに流れ着く。
サイの街
砂漠中央に位置する街。20年前ク国によって滅ぼされたウ国の城塞”オロチ城壁”が聳える。

### リーフランド地方
西大陸西部の緑豊かな森に囲まれた地方。資源豊かで、林業や農業、製紙業など森林資源を生かした産業が盛ん。
クロップデール
アグネアの故郷。のどかな田舎村。木いちごと桃が特産品であり、木いちごパイは村の名物。
ウェルグローブ
資源の乏しい砂漠地方との交易で潤っているが、この貧富の差が争いを生むことも多く、南の国境線では紛争が絶えない。
町の奥には大貴族アルロンドの屋敷が構えられている。
ティンバーレイン
湖畔の小さな王国。

### ワイルドランド地方
西大陸北部の荒野広がる地方。随一の火山地帯であり、堆積された火山岩などによって生まれた広大な荒れ地は、今でも草木の育成を阻んでいる。一方で火山の影響によって鉱石が多く採れる。
オアーズラッシュ
銀鉱山の開拓町。16年前に銀商人のパップとロックにより開拓された。
クラックレッジ
グラヴェル

### ウィンターランド地方
東大陸北部の寒冷地方。
フリジット監獄島
オズバルドが収監されていた、孤島の刑務所。
コールドケープ
脱獄したオズバルドが流れ着いた寒村。
ウィンターブルーム
雪深い田舎町。何もない辺鄙な街だが、盗賊団が根城にする盗賊街がある。
ストームヘイル
聖堂機関の本部がある山間の都市。北の霊峰アルタには、大寒波を止めた守護者グラチェスが棲むとされている。

### ブライトランド地方
東大陸西部の平原地域。元々は気候の良さを活かした農業が盛んだったが、やがて流通が活発すると世界中の人と富が集まったことで、東大陸随一の大都市地方となった。
ニューデルスタ
東大陸最大の都市。大劇場や遊戯場などの娯楽施設がある。裏街にはソローネの所属する黒蛇盗賊団の根城がある。
クロックバンク
大航海時代から産業の中心として栄える工業地帯。
人なき村
ある事件により廃墟となった農村跡。キャスティの記憶に大きく関わる。
ロストシード
廃城の城下町。

### クレストランド地方
東大陸東部の山脈連なる地方。
フレイムチャーチ
聖火教会の総本山・エルフリック大聖堂の麓にある小さな町。訪れる巡礼者に向けた商売で賑わっている。
モンテワイズ
崖の上にある街。大図書館や古書市など多種多様な本が集まるこの街には、多くの学者が訪れている。なお町の下部には地下闘技場があり、夜になると闘士や見物客などで熱気に包まれる。
メリーヒルズ
高台にある芸術の街。世界中から集まる芸人や芸術家だけでなく、見物客や商人も集まるため活気を見せている。露店が並ぶ石橋を渡った先にはウル・ステラ祭殿が建ち、大舞踏祭”舞踏姫の宴”が毎年盛大に行われている。

### トト・ハハ島
分かつ大海の南部にある2つの大きな島。古来より獣人たちは北の島を”ハハ島”、南の島”トト島”と呼んでいたが、家族の絆と民族の繁栄を願う伝統的な祭りが行われるようになってからは、二つの島を合わせてトト・ハハ島と呼ぶようになった。
ケノモの村
オーシュットの故郷。獣人の集落と人間の集落がある。
トロップホップ
人間たちが開拓した港町。富裕層のリゾート地として発展し、特産品もコーヒー豆などの贅沢品が多い。
ナ・ナシの里
獣人たちの集落。

### ハーバーランド地方
西大陸南部の広大な湾岸地方。
カナルブライン
運河が流れる港町。町のシンボルとされる大きな灯台がある。
コニングクリーク
オズバルドの自宅がある。
ロック島
西大陸の沖合にあるロック・カンパニーの本拠地。

### 分かつ大海
ヴィーダニア島

## プロモーション
体験版
ゲーム冒頭の3時間までのプレイが可能で、プレイデータの製品版への引き継ぎも可能。
コレクターズエディション
スクウェア・エニックスe-STOREにて販売される数量限定版。各主人公の胸像フィギュア・アートブック・サウンドトラック未収録BGMを収めたCDを同梱。